# Dragan Kujović
Dragan Kujović ((serb.) Драган Кујовић; ur. 1948 w Miosce, zm. 30 kwietnia 2010 w Podgoricy) – czarnogórski polityk i nauczyciel, w latach 1996–2001 minister edukacji i nauki, od 19 do 22 maja 2003 p.o. przewodniczącego Zgromadzenia Czarnogóry i prezydenta Czarnogóry.

## Życiorys
Ukończył szkołę średnią w Berane, a w 1972 studia filozoficzne na Uniwersytecie w Sarajewie. Pracował jako nauczyciel w szkole średniej w Kolašinie. W czasach komunistycznych był członkiem władz miejskich w Kolašinie, kierował gminnymi strukturami Związku Komunistów Jugosławii. Od lat 80. przez kilka kadencji zasiadał w parlamencie Socjalistycznej Federacyjnej Republiki Jugosławii i Federalnej Republiki Jugosławii. Po upadku komunizmu zaangażował się w działalność Demokratycznej Partii Socjalistów Czarnogóry. Został posłem do Zgromadzenia Czarnogóry, pełnił funkcję jego wiceprzewodniczącego i uczestniczył w pracach nad konstytucją. W latach 1996–2001 pozostawał ministrem edukacji i nauki, zasiadał także w czarnogórskiej radzie ds. oświaty. Po ustąpieniu Filipa Vujanovicia (przewodniczącego parlamentu tymczasowo wykonującego obowiązki prezydenta) wspólnie z Rifatem Rastoderem z urzędu przejął jego kompetencje w okresie od 19 do 22 maja 2003. Po rozpoczęciu kadencji Vujanovicia zakończył pełnienie tych funkcji.
Był żonaty, miał dwoje dzieci. Zmarł po długiej chorobie.